# Nobelpreis für Literatur 1901

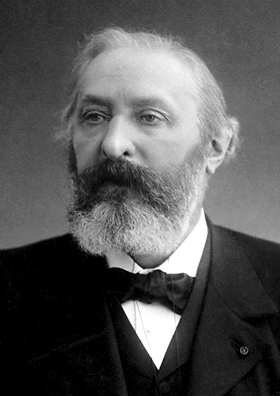
Sully Prudhomme,
Nobelpreis für Literatur 1901

Für den Nobelpreis für Literatur 1901 gingen 37 Nominierungen ein. Der Nobelpreis wurde dem französischen Schriftsteller Sully Prudhomme zuerkannt, der vier Mal vorgeschlagen war. Die meisten Nominierungen (5) erhielt der französische Dichter Frédéric Mistral; er erhielt 1904 den Nobelpreis für Literatur. Henryk Sienkiewicz wurde dreimal vorgeschlagen und erhielt 1905 den Literaturnobelpreis.

## Liste der Nominierungen
| Nominierter                 | durch |
| --------------------------- | --- |
| Émile Zola                  | Marcelin Berthelot |
| René Vallery-Radot          | Eugène-Melchior de Vogüé, Sully Prudhomme, Henri Lavedan, Gabriel Hanotaux, Albert Sorel, Albert Vandal, Ernest Legouvé |
| Edmond Rostand              | Gabriel Hanotaux |
| Edmond Rostand              | Paul Hervieu |
| Julius Gersdorff            | Carl Heinrich Döring |
| Alexander Baumgartner, S.J. | Knud Karl Krogh-Tonning |
| Alexandru Dimitrie Xenopol  | Ion Găvănescu |
| Oscar le Pin                | P. Bonnaviat |
| Paul Sabatier               | Carl Bildt |
| Louis Ducros                | Michel Clerc |
| Sully Prudhomme             | Per Geijer |
| Sully Prudhomme             | Michel Bréal |
| Sully Prudhomme             | Gustave Lanson |
| Sully Prudhomme             | Henri de Bornier, Gaston Paris, Paul Bourget, Octave Gréard, André Theuriet, Gaston Boissier, Ludovic Halévy, Henry Houssaye, François Coppée, José-Maria de Heredia, Jules Lemaître, Charles de Freycinet, Paul Deschanel, Émile Ollivier, Guillaume, Charles-Albert Costa de Beauregard, Émile Faguet, Gaston Paris                                          |
| Frédéric Mistral            | Jules Cornu |
| Frédéric Mistral            | Carl Appel |
| Frédéric Mistral            | André Dumas |
| Frédéric Mistral            | Léon Clédat |
| Frédéric Mistral            | Eduard Koschwitz, Jan Urban Jarník, Adolf Mussafia, Karl Gustav Vollmoeller, Alfons Kissner, Gottfried Baist, Karl Voretzsch, Matthias Friedwagner, Heinrich Schneegans, Hermann Suchier, Fritz Neumann, Wilhelm Cloetta, Theodor Gartner, Albert Stimming, Hugo Schuchardt, Gustav Gröber, Eduard Böhmer, E. Mérimée, E. Ritter, Léopold Constans, Paul Meyer |
| Gaston Paris                | Fredrik Wulff |
| Carl Gustaf Estlander       | Johan Frosterus |
| Henryk Sienkiewicz          | Harald Hjärne |
| Henryk Sienkiewicz          | Hans Hildebrand |
| Henryk Sienkiewicz          | Graf Stanisław Tarnowski |
| Auguste Sabatier            | Gabriel Monod |
| Paul Duproix                | Émile Redard |
| Gaspar Núñez de Arce        | Mariano Catalina y Cobo |
| Charles Borgeaud            | Wilhelm Oechsli |
| Charles Borgeaud            | Antoine Guilland |
| Charles Borgeaud            | Paul Seippel |
| Charles Renouvier           | Antoine Benoist |
| Ferenc Kemény               | Imre Pauer |
| Giacomo Stampa              | Hermann Vámbéry |
| Antonio Fogazzaro           | Hans Forssell |
| Ossip Lourié                | Kristian Birch-Reichenwald Aars |
| João Da Comara              | Joaquim José Coelho de Carvalho |
| Malwida von Meysenbug       | Gabriel Monod |